# Flixton (North Yorkshire)
Flixton – wieś w Anglii, w hrabstwie North Yorkshire, w dystrykcie (unitary authority) North Yorkshire. Leży 52 km na północny wschód od miasta York i 300 km na północ od Londynu. W 1870-72 wieś liczyła 362 mieszkańców. Flixton jest wspomniana w Domesday Book (1086) jako Fleuston/Fleustone.